# Melilotus segetalis
Melilotus segetalis  — вид рослин роду буркун родини бобові (Fabaceae).

## Морфологія
Однорічна трав'яниста рослина, гола або з розсіяними притиснутими волосками. Стебла 15–100 см, прямостоячі, розгалужені від основи, червонуваті в нижній половині. Нижні листки з черешками до 6,5 см і листовими фрагментами до 3,8×2,9 см, широко еліптичними або довгастими, мілко-пилчастими біля основи. Суцвіття з 15–100 квітами. Віночок від 5 до 7,1 мм, жовтий. Плоди 4–5×3,2–4 мм з 1–2 насінням, кулясті, світло-коричневі або жовтувато-коричневі, коли стиглі.

## Поширення, біологія
Поширення: Північна Африка: Алжир (пн-сх.), Єгипет (пн.), Марокко, Туніс. Західна Азія: Кіпр, Ізраїль, Ліван, Сирія, Туреччина (пн.-зх.). Південна Європа: Колишня Югославія, Греція (вкл. Крит), Італія (вкл. Сардинія, Сицилія), Франція (вкл. Корсика), Португалія (вкл. Мадейра), Гібралтар, Іспанія (вкл. Балеарські острови).
Населяє суглинні, глинисті або засолені ґрунті недалеко від моря, 0–500(900) м. Квіти та фрукти з березня по червень.